# آمنة بنت موسى الكاظم
آمنة بنت موسى الكاظم بن جعفر الصادق بن محمد الباقر بن علي السجاد بن الحسين بن علي بن أبي طالب. هي إحدى بنات موسى بن جعفر - الإمام السابع عند الشيعة - والتي ذكرها ياقوت الحموي ”وبالقرافة الصغرى قبر الإمام الشافعي“ إلى أن يقول ”وقبر آمنة بنت موسى الكاظم في مشهد“.

### كتب
- أعيان الشيعة. محسن الأمين، طبع بيروت - لبنان، تاريخ الطبع مفقود، منشورات دار التعارف.

### إشارات مرجعية
1. ↑  الحموي، ياقوت. معجم البلدان - ج5. ص. 142. مؤرشف من الأصل في 2019-12-08.
2. ↑  الأمين، محسن. أعيان الشيعة - ج2. ص. 104. مؤرشف من الأصل في 2019-12-08.